# ماتی توت
ماتی توت (اسلواکی: Matej Tóth؛ زادهٔ ۱۰ فوریهٔ ۱۹۸۳) یک دونده پیاده‌روی سرعت اهل اسلواکی است. از افتخارات وی می‌توان به کسب مدال طلا ۵۰ کیلومتر پیاده‌روی سرعت در ۲۰۱۵ پکن اشاره کرد.
وی همچنین برنده مدال طلا مسابقات المپیک تابستانی ریو ۲۰۱۶ است.